# Korniej Andrusienko
Kornij Mychajłowycz Andrusenko (ukr. Корній Михайлович Андрусенко, ur. 15 września?/27 września 1899 we wsi Parafijiwka w guberni czernihowskiej (obecnie obwód czernihowski), zm. 8 października 1976 w Kijowie) – radziecki wojskowy, pułkownik, Bohater Związku Radzieckiego (1944).

## Życiorys
Urodził się w wielodzietnej ukraińskiej rodzinie chłopskiej. Skończył szkołę wiejską, pracował w cukrowni i zakładzie maszynowym, w czerwcu 1918 wstąpił do 1 Radzieckiego Oddziału Partyzanckiego. Od sierpnia 1918 służył w Armii Czerwonej, brał udział w wojnie domowej w Rosji, od marca 1919 jako żołnierz 1 Kijowskiego pułku komunistycznego, później żołnierz batalionu wartowniczego, walczył z austriackimi i niemieckimi wojskami interwencyjnymi, armią Skoropadskiego, armią atamana Petlury, wojskami Denikina, oddziałami Machno i w wojnie z Polską. W 1924 ukończył kijowską wojskową szkołę piechoty i został dowódcą plutonu, w 1931 pracował w rejonowym komisariacie wojskowym w Symferopolu, następnie został komisarzem wojskowym rejonu borodiańskiego w obwodzie kijowskim. Od grudnia 1932 do kwietnia 1937 kierował wojskowym gabinetem Odeskiego Domu Armii Czerwonej, potem został pomocnikiem szefa sztabu pułku, w latach 1938–1939 służył w Środkowoazjatyckim Okręgu Wojskowym, 1940–1941 dowodził batalionem, w kwietniu 1941 został zastępcą dowódcy pułku. W 1941 zaocznie ukończył Akademię Wojskową im. Frunzego i w końcu lipca 1941 został dowódcą pułku w Aktiubińsku, od sierpnia 1941 walczył w wojnie z Niemcami na Froncie Zachodnim, w listopadzie 1941 został ranny w walkach pod Małojarosławcem.
W grudniu 1941 objął dowództwo 329 Dywizji Piechoty 5 Armii/33 Armii Frontu Zachodniego w stopniu pułkownika, uczestniczył w bitwie pod Moskwą, w marcu 1942 wraz z dywizją został okrążony przez Niemców (dywizja poniosła wielkie straty), po czym 6 kwietnia 1942 skazany przez trybunał wojenny Frontu Zachodniego na rozstrzelanie i pozbawienia stopnia wojskowego; 4 maja 1942 wyrok zamieniono na 10 lat łagru z odroczeniem wykonania wyroku do końca wojny i degradację do stopnia majora. Potem został dowódcą 115 Brygady Piechoty w 16 Armii Frontu Zachodniego, w sierpniu 1942 skierowany z nią na Front Stalingradzki, za wycofanie się bez rozkazu 3 listopada 1942 został oddany pod sąd wojenny, jednak decyzję tę cofnięto, mimo to Andrusienko został zdegradowany na stanowisko dowódcy 716 pułku piechoty. Brał udział w bitwie pod Stalingradem, później walczył na Froncie Briańskim, Centralnym i Białoruskim, uczestniczył w bitwie pod Kurskiem, operacji czernihowsko-prypeckiej, bitwie o Dniepr i operacji homelsko-rzeczyckiej, był trzykrotnie ranny i kontuzjowany. Przywrócono mu stopień wojskowy. W końcu września 1943 wyróżnił się podczas forsowania Dniepru, za co uhonorowano go tytułem Bohatera Związku Radzieckiego. W styczniu 1944 objął dowództwo 55 Dywizji Piechoty 61 Armii 1 Frontu Białoruskiego, brał udział w operacji białoruskiej, 29 czerwca 1944 wyróżnił się podczas wyzwalania Petrykowa, a później stacji Żytkowicze i miast Łuniniec i Pińsk. Jesienią 1944 uczestniczył w operacji nadbałtyckiej. W czerwcu 1945 został skierowany na Daleki Wschód, brał udział w dalekowschodniej ofensywie radzieckiej, m.in. w forsowaniu rzeki Ussuri i rozbiciu Armii Kwantuńskiej, a także zajęciu Harbinu i trzech innych miast Mandżurii. Po wojnie nadal dowodził dywizją, w 1946 był zastępcą dowódcy 393 Dywizji Piechoty w Nadbałtyckim Okręgu Wojskowym, w maju 1946 został zwolniony do rezerwy. Mieszkał w Soroczynsku, później w Kijowie. Jego imieniem nazwano ulicę w Czernihowie.

## Odznaczenia
- Złota Gwiazda Bohatera Związku Radzieckiego (15 stycznia 1944)
- Order Lenina (dwukrotnie - 15 stycznia 1944 i 21 lutego 1945)
- Order Czerwonego Sztandaru (3 listopada 1944)
- Order Aleksandra Newskiego (25 sierpnia 1943)
- Order Kutuzowa II klasy (1945)
- Order Czerwonej Gwiazdy

I medale.